# Potthastia pastoris
Potthastia pastoris är en tvåvingeart som först beskrevs av Edwards 1933.  Potthastia pastoris ingår i släktet Potthastia och familjen fjädermyggor. Arten har ej påträffats i Sverige. Inga underarter finns listade i Catalogue of Life.